# Феникс (свемирска сонда)
Феникс (енгл. Phoenix) је роботизована свемирска сонда послата да истражи Марс, у оквиру програма Марс скаут америчке агенције за истраживање свемира НАСА.

## Мисија
Свемирска летелица Феникс је лансирана са земље 4. августа 2007, а након пута од 680 милиона километара спустила се на Марс, у близини његовог северног пола, 25. маја 2008. године, у 23.38 по универзалном времену.
Феникс је у Марсову атмосферу ушао брзином од 20.480 km/h. После низа маневара и отварања падобрана брзина летелице је смањена на 215 km/h, а при самом додиру Марсове површине брзина троногог лендера је смањена, помоћу потискивача, на 10 km/h.
Циљ истраживања је откривање окружења погодног за развој микроба, као и разјашњавање историје постојања воде на Марсу, пошто је у ранијим истраживањима откривено постојање леда.
До спуштања Феникса на површину црвене планете, због изузетно тешког терена, било је само пет успешних спуштања од укупно 15 покушаја. Фениксова истраживања ће трајати око три месеца а читав пројекат кошта око 420 милиона долара.

## Спецификације
Маса сонде
350 kg
Димензије сонде
Дужина 5,5 m када су отворени соларни панели. Платформа са научним инструментима је 1,5 m у пречнику. Од тла до врха стуба метеоролошке станице је 2,2 m висине.
Комуникације
Помоћу X-спектра микроталасног радио сигнала током фазе крстарења до Марса и за првобитну комуникацију након одвајања од треће фазе ракете. УХФ веза, пренета преко орбитера током уласка у атмосферу и слетања као и током операција на површини. УХФ систем Феникса је компатибилан са другим мисијама које су у орбити Марса као што су Марс Експрес и Орбитални истраживач Марса (Mars Reconaissance Orbiter).
Напајање енергијом
Напајање потиче од два соларна панела направљена технологијом вишеслојни галијум арсенид (укупне површине 31 m²) монтираних на крстарећу фазу током транзиције до планете, и помоћи два соларна панела исте технологије (укупне површине 29 m²) која се отварају након слетања на површину планете.
Системи сонде укључују RAD6000 компјутерски систем за командовање сондом и обраду података. Други системи укључују соларне панеле и батерије, навигациони систем за слетање, осам мотора за управљање током фазе крстарења, дванаест мотора за слетање на површину, и систем грејача који обезбеђују да елементи сонде раде на оптималној температури.